# Университетский устав 1863 года
Университе́тский уста́в 1863 года — правовой акт Российской империи, определявший устройство и порядки в университетах империи. Был принят 18 июня 1863 года. Являлся одним из основных результатов университетской реформы в сфере образования, проводимой в общем контексте «Великих реформ» императора Александра II. Самый либеральный из университетских уставов дореволюционной России.

## История

### Проект Щербатова — Кавелина
Подготовка новой университетской реформы в Российской империи началась в 1856 году и до начала 1860-х годов продвигалась медленно. В феврале 1858 года попечитель Санкт-Петербургского учебного округа князь Г. А. Щербатов при участии профессора К. Д. Кавелина составил предварительный проект нового устава для Санкт-Петербургского университета из 6 глав, содержащих 245 параграфов; 30 апреля 1858 года проект устава Щербатова — Кавелина был вынесен на рассмотрение Совета Санкт-Петербургского университета. В 1859—1860 годах этот проект обсуждался также в Московском и Киевском университетах. Проект был раскритикован за утопичность и предоставление деятелям науки чрезмерно вольных прав.

### Проект Корфа
Осенью 1861 года барон Модест Корф представил Министерству народного просвещения свой проект преобразования университетов, согласно которому предполагалось превратить университеты в полностью открытые для всех просветительские заведения, без делений на курсы и без принятия экзаменов; 21 октября проект был обсуждён министерством и был поддержан рядом профессоров, однако встретил возражения министра А. В. Головнина, в результате чего он не был принят.

### Проект императорской комиссии
По указу Александра II, принятому после ознакомления императора с докладом министра народного просвещения Е. В. Путятина, 4 декабря 1861 года при Министерстве народного просвещения была учреждена особая Комиссия из университетских профессоров для пересмотра действующих положений функционирования университетов. Главой комиссии был назначен попечитель Дерптского учебного округа Е. Ф. фон Брадке; 5 января 1862 года Комиссия подписала проект нового университетского устава.
Фон Брадке считал нужным не торопиться с вводом устава сразу для всех университетов, и предложил опробовать проект в работе первоначально на одном из университетов. Министр народного просвещения Головнин предложил другой путь проверки: 31 января 1862 года он издал распоряжение обсудить текст устава в университетской среде. В дополнение Головнин распорядился перевести тексты проекта устава на немецкий, французский и английский языки и направить их известным учёным и профессорам Германии, Франции, Бельгии и Великобритании с просьбой сделать к ним свои критические замечания. Также Головнин в феврале 1862 года командировал профессора Кавелина во Францию, Швейцарию и Германию с целью изучения опыта и сбора сведений об устройстве и функционировании главных университетов Западной Европы. На протяжении 1862—1863 гг. в «Журнале Министерства народного просвещения» была издана серия работ по истории и современному состоянию западноевропейских университетов. Ряд завершавших обучение студентов были направлены в европейские университеты на стажировку с целью получить навыки работы при новой системе в период до принятия устава.
С июня 1862 года начали проходить регулярные заседания Ученого комитета Главного правления училищ по вопросам принятия устава. На них происходила острая дискуссия между попечительскими советами разных университетов, особо активную позицию и большое количество предложений по изменениям проекта предлагали советы Московского и Харьковского университетов. Решения о внесении изменений принимались коллегиально.
Наконец, 18 июня 1863 года император Александр II утвердил новый Общий устав императорских российских университетов.

## Содержание
Университетский устав был разделён на 12 глав:

### Основные положения
Каждый Университет в Российской империи должен был иметь 4 факультета: историко-филологический, физико-математический, юридический и медицинский (§ 2 по документу). Лишь в Петербургском вместо медицинского факультета учреждался Восточный факультет. Ближайшее управление Университетом принадлежало ректору (§ 4). Университетское управление было представлено Университетским Советом, Правлением Университета, Университетским судом и Проректором или инспектором (§ 5).

### О факультетах
С утверждения Университетского Совета и министра народного просвещения факультеты могли делиться на отделения (§ 7). Каждый факультет имел своё Собрание (§ 9) под председательством декана (§ 10). Участвовать в этом Собрании мог любой преподаватель по вопросам ученых и учебных предметов (§ 25). Деканы факультетов избирались в Собраниях факультета на три года (§ 8). Число профессоров могло быть увеличено по мере необходимости и средств (§ 21).

### О попечителе
Попечитель учебного округа принимал нужные меры для того, чтобы университеты исполняли свои обязанности; в случае нарушений обязался довести до сведения о случившемся Министра народного просвещения; имел право на Университетских Советах предоставлять свои предложения по делам университета и учебного округа (§ 26).

### О ректоре
Ректор избирался раз в 4 года Университетским Советом (§ 27). Ректор имел право открывать и закрывать Университетский Совет и Правление, где он сам и председательствовал (§ 31). В обязанностях ректора состояло слежение за учебным процессом и порядком (§ 28), делать выговоры и замечания (§ 34), награждать отличившихся (§ 34).

### О совете, правлении, суде и канцелярии университета
Университетские Собрания должны проводиться раз в месяц, лишь в экстренных случаях — по мере необходимости (§ 38). Дела в Университетском Собрании решались большинством голосов. В случае равенства голосов, решение принимал сам ректор (§ 45). Все протоколы Собрания должны были предоставляться попечителю учебного округа раз в год (§ 48), который имел право опубликовать этот документ целиком или частично (§ 47). Университетское Правление предоставляло Университетскому Собранию смету расходов за год (§ 52 б). Университетский Совет избирал раз в год трех преподавателей в Университетский суд, причём хотя бы один из них должен был принадлежать к юридическому факультету (§ 56). Университетский суд судил нарушителей порядка в университете и разрешал споры между студентами и преподавателями (§ 58).

### О проректоре и инспекторе
Проректоры или инспекторы избирались Университетским Советом на три года (§ 64) из преподавательского состава или чиновников и утверждались министром народного просвещения (§ 64). Проректоры или инспекторы следили за порядком (§ 63), принимали жалобы и предложения от студентов (§ 66). Проректоры или инспекторы могли иметь нескольких помощников (для слежения за порядком) и секретаря (по студенческим делам) (§ 60, 67).

### О преподавателях и лицах, состоящих при учебно-вспомогательных учреждениях университета
Профессора в Университетах избирались. Сначала каждый член факультета выдвигал своего кандидата, потом в Факультетском Собрании рассматриваются их кандидатуры. После этого на Университетском Совете происходили сами выборы (§ 70). Профессоров утверждал Министр народного просвещения, а доцентов и лекторов — Попечитель учебного округа (§ 72). Профессора, ушедшие на пенсию, могли с разрешения Университетского Совета и Попечителя учебным округом читать лекции в Университете и пользоваться пособиями Университета (§ 79). Если профессор проработал в Университете более 25 лет, то ему присуждалось звание Заслуженного профессора (§ 80). В случаях нерадения профессоров и игнорировании ими замечаний, их могли удалить с данной должности (§ 81).

### Об учащихся
Студентом мог стать молодой человек, достигший 17-летнего возраста и окончивший гимназию или сдавший там экзамен и получивший об этом аттестат, а также окончивший высшее или среднее учебное заведение (§ 85, 86). Учёба на медицинском факультете длилась пять, а на других факультетах — четыре академических года (§ 87). В случае, если студент совершил уголовное преступление, то его сначала Университетский суд отчисляет из Университета, а потом дело переходит в суд по уголовным делам (§ 102).

### Об учёных степенях и почётных членах
На всех факультетах (кроме медицинского) действовали следующие учёные степени: Кандидат, Магистр и Доктор (§ 110). Учёную степень могли получить и русские, и иностранцы (§ 114).

### О средствах для развития ученой деятельности университетов
С разрешения Министра народного просвещения университет мог организовать Учёное общество (§ 119).

### Учебно-вспомогательные учреждения
Университет должен был иметь библиотеку с библиотекарем и его помощниками (§ 122), музеи, тематические кабинеты, обсерваторию, ботанический сад и т. п. (§ 121).

### Права и преимущества университетов
Все Университеты находились только под попечением Императора и носили имя императорских (§ 123). Университеты могли выписывать из заграницы учебные пособия без пошлин (§ 129), и они не подлежали цензуре (§ 130). Преподаватели, Доценты, Проректоры и его помощники, Лекторы, Астрономы и др. работники университета производились двумя чинами выше присвоенного их должностям класса (§ 137).

## Итоги
Новый устав предоставил университетам больше самостоятельности в делах внутреннего управления и расширил возможности учёта местных условий для своего развития, создал более благоприятные условия для научной и учебной деятельности, повысил привлекательность преподавательской работы в университетах для молодых людей и способствовал утверждению в будущем на университетских кафедрах достаточного числа квалифицированных преподавателей, а также предусмотрел целый ряд специальных мер по стимулированию студентами освоения наук. Попечителю учебного округа принадлежало только наблюдение за законностью действий Совета университета. Учившиеся в университете студенты не имели права на корпоративное устройство; посторонние же лица и совсем не допускались к посещению лекций.

## Рекомендуемая литература
- Уставы Московского университета, 1755—2005: [сборник] / [авт.-сост. Гена Е. И.]. — М.: Империум Пресс, 2005. — 479 с. — ISBN 5-98179-031-8.